# معادله کادومتسف–پتویاشویلی

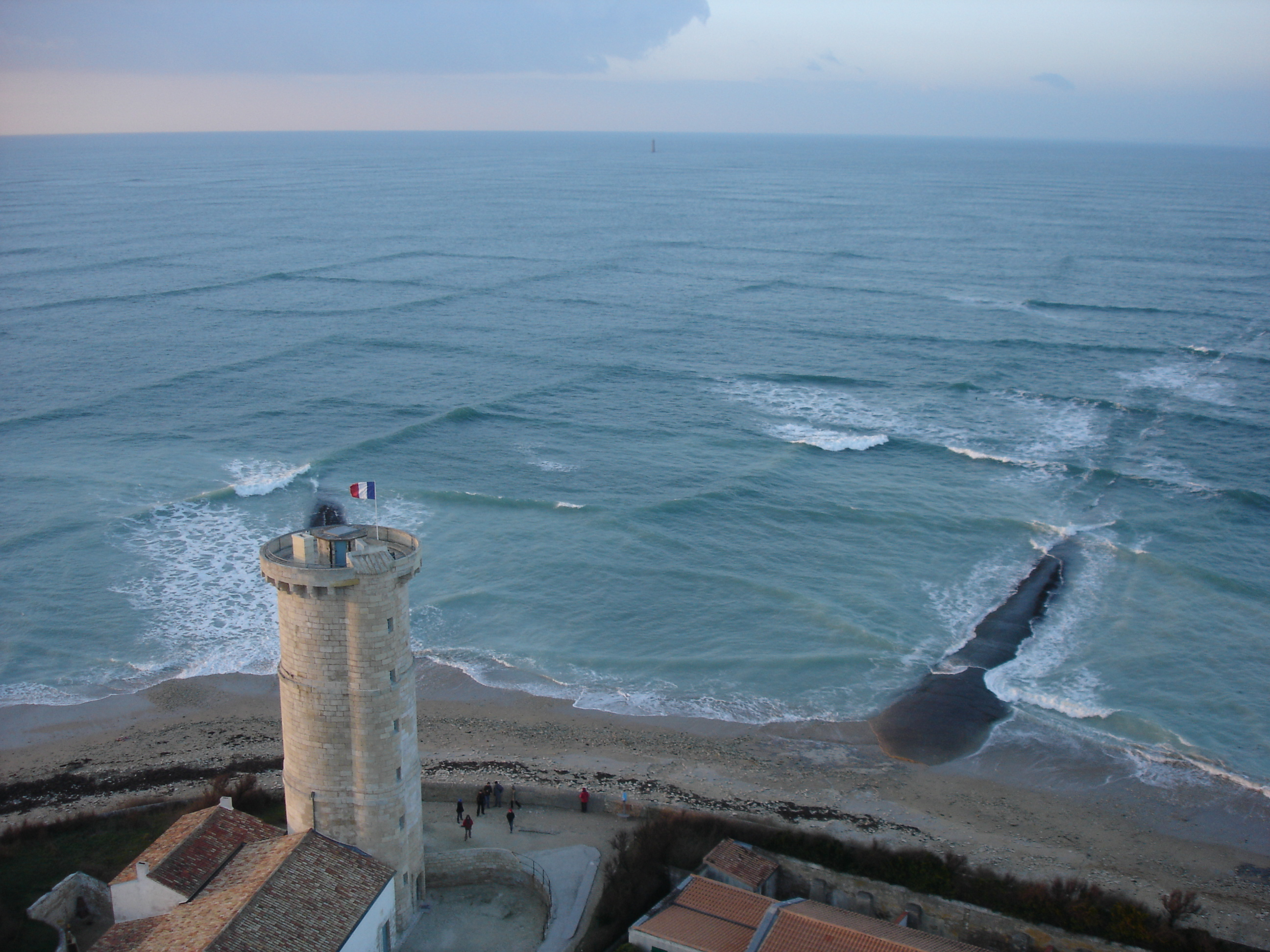
معادله کادومتسف–پتویاشویلی

در ریاضیات و فیزیک، معادله کادومتسف - پتیاشویلی - یا معادله KP، که به نام بوریس بوریسویچ کادومسف و ولادیمیر پتویاشویلی نام گذاری شده‌است- یک معادله دیفرانسیل جزئی برای توصیف حرکت موج غیر خطی است. معادله KP معمولاً به این صورت نوشته می‌شود:
{\displaystyle \displaystyle \partial _{x}(\partial _{t}u+u\partial _{x}u+\epsilon ^{2}\partial _{xxx}u)+\lambda \partial _{yy}u=0}

## ارتباط با فیزیک
از معادله KP می‌توان برای مدل‌سازی امواج آب با طول موج طولانی با نیروهای بازیابی ضعیف غیر خطی و پراکندگی فرکانس استفاده کرد. اگر کشش سطحی در مقایسه با نیروهای گرانشی ضعیف باشد ، {\displaystyle \lambda =+1} استفاده می‌شود؛ اگر کشش سطح قوی است، آن گاه {\displaystyle \lambda =-1} . به دلیل عدم تقارن در نحوه ورود x - و y به معادله، امواج توصیف شده توسط معادله KP در جهت انتشار x و عرض (y) متفاوت عمل می‌کنند و نوسانات در جهت y صاف‌تر هستند.
از معادله KP همچنین می‌توان برای مدل‌سازی امواج در محیط فرومغناطیسی، و همچنین پالس‌های موج ماده دو بعدی در میعانات بوز- اینشتین استفاده کرد.